# Frank Meisler

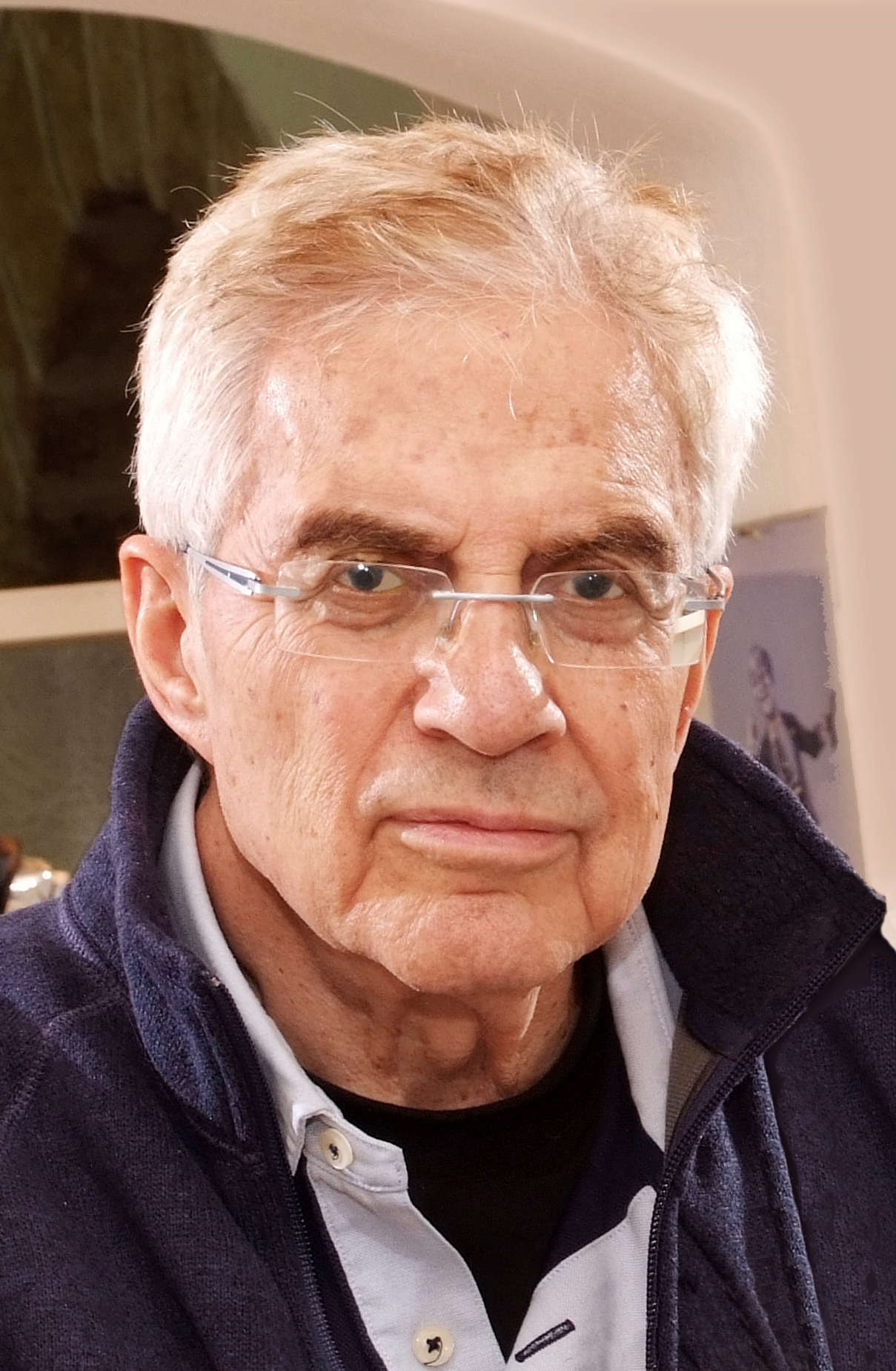
Frank Meisler (december 2012)

Frank Meisler (Danzig, 30 december 1925 – Jaffa, 24 maart 2018) was een Duits-Brits-Israëlische  architect en beeldhouwer, vooral bekend vanwege zijn beeldengroepen Kindertransport. In 1953 trouwde hij Batya (Phillis) Hochman met wie hij 2 dochters had: Michal Meisler Yehuda en Marit Meisler, die nog steeds zijn atelier runt.

## Levensloop

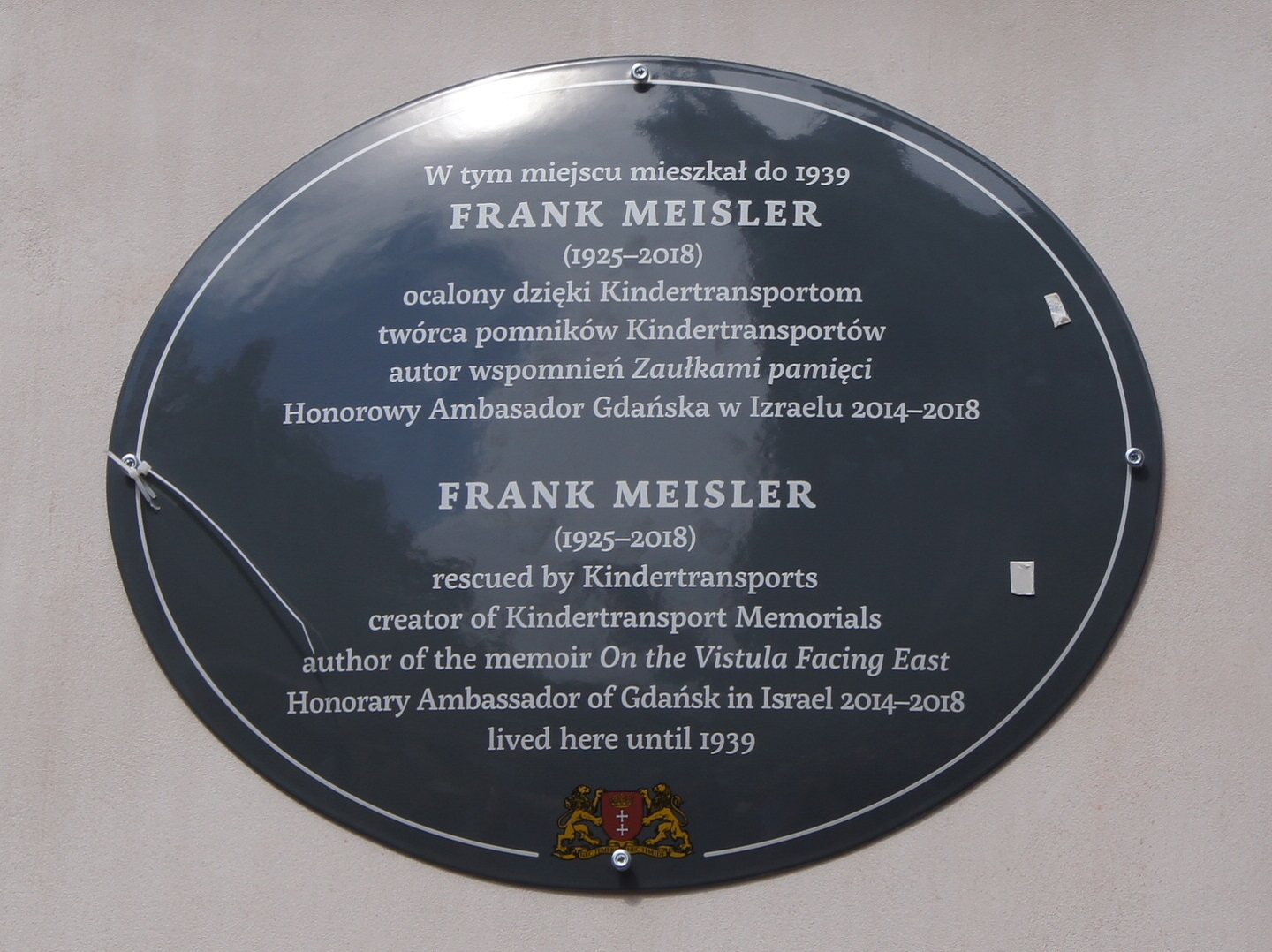
Frank Meisler gedenkplaat in Gdańsk onthuld in 2018

Frank Meisler groeide op in Danzig, dat sinds 1919 als vrijstaat was afgescheiden van het Duitse Rijk. Zijn vader had een klein transportbedrijf, dat hij onder antisemitische druk van de nationaalsocialisten moest verhuizen naar de andere kant van de grens, naar Polen. Eind augustus 1939 konden zijn ouders en 14 andere Joodse kinderen hem in staat stellen te vluchten met de laatste van de drie kindertransporten uit Danzig. De driedaagse treinreis werd begeleid door een lid van de Joodse gemeenschap en, op de Duitse route, door een Gestapo-politieagent, en liep via station Berlijn-Friedrichstrasse naar Hoek van Holland en vandaar naar Liverpool Street Station in Londen. Drie dagen na zijn vertrek werden zijn ouders gearresteerd, later gedeporteerd naar het getto van Warschau en vermoord in het concentratiekamp Auschwitz. De twee zussen van zijn moeder en zijn grootmoeder, die een paar jaar eerder Duitsland waren ontvlucht, woonden in Londen. Hier groeide Frank Meisler op. Hij vernam niets meer van zijn ouders, en de informatie die in Groot-Brittannië circuleerde over de situatie in de concentratiekampen en over de uitroeiing van de joden deed de jongeman tot de bittere conclusie komen dat hij een wees was ("I’m an orphan").
Na het einde van de Tweede Wereldoorlog studeerde Meisler architectuur aan de Universiteit van Manchester. Na succesvol afstuderen was hij onder meer betrokken bij de bouw van luchthaven Londen Heathrow. In 1956 verhuisde hij naar Israël, waar hij zich in de oude stad van Jaffa vestigde en ook een beeldhouwstudio runde. Naast Jaffa, Jeruzalem en Tel Aviv zijn de werken van Meisler te vinden in New York, Moskou, San Juan (Argentinië), Gdańsk, Londen en Berlijn. Zijn sculpturen staan in de openbare ruimte. De persoonlijke ervaring van het Kindertransport leidde ertoe dat Meisler uiteindelijk indrukwekkende bronzen sculpturen over dit onderwerp maakte.
Meisler stierf in Jaffa op 24 maart 2018. Zijn graf is op de begraafplaats van Givʿat Brenner.

## Beeldengroepen bij de Kindertransporten
De beeldengroepen van Meisler, gecreëerd uit persoonlijke ervaring, vertonen zowel overeenkomsten als verschillende ontwerpdetails en zijn ondertussen de Europese route van de Kindertransporten geworden.
- 2006: Kindertransport: The arrival op initiatief van prins Charles is er een monument voor de Kindertransporten bij Station London Liverpool Street, waar de kinderen uit Hoek van Holland aankwamen.
- 2008: Kindertransport. Züge ins Leben – Züge in den Tod: 1938–1939 bij Station Berlin Friedrichstraße voor de redding van 10.000 Joodse kinderen, die van hieruit naar Londen reisden. Het monument werd op 30 november 2008 onthuld.
- 2009: Kindertransport: Die Abreise. Op verzoek van de burgemeester van Gdansk, Paweł Adamowicz, ontwierp Frank Meisler in mei 2009 nog een groep kindersculpturen, ter nagedachtenis aan 124 vertrekkende kinderen[5] .
- 2011: Kindertransport: Channel Crossing to Life – Monument voor de 10.000 Joodse kinderen die vanaf Hoek van Holland afreisden naar Harwich
- 2015: Kindertransport: Der letzte Abschied, bij het Station Hamburg Dammtor.[6]

Londen
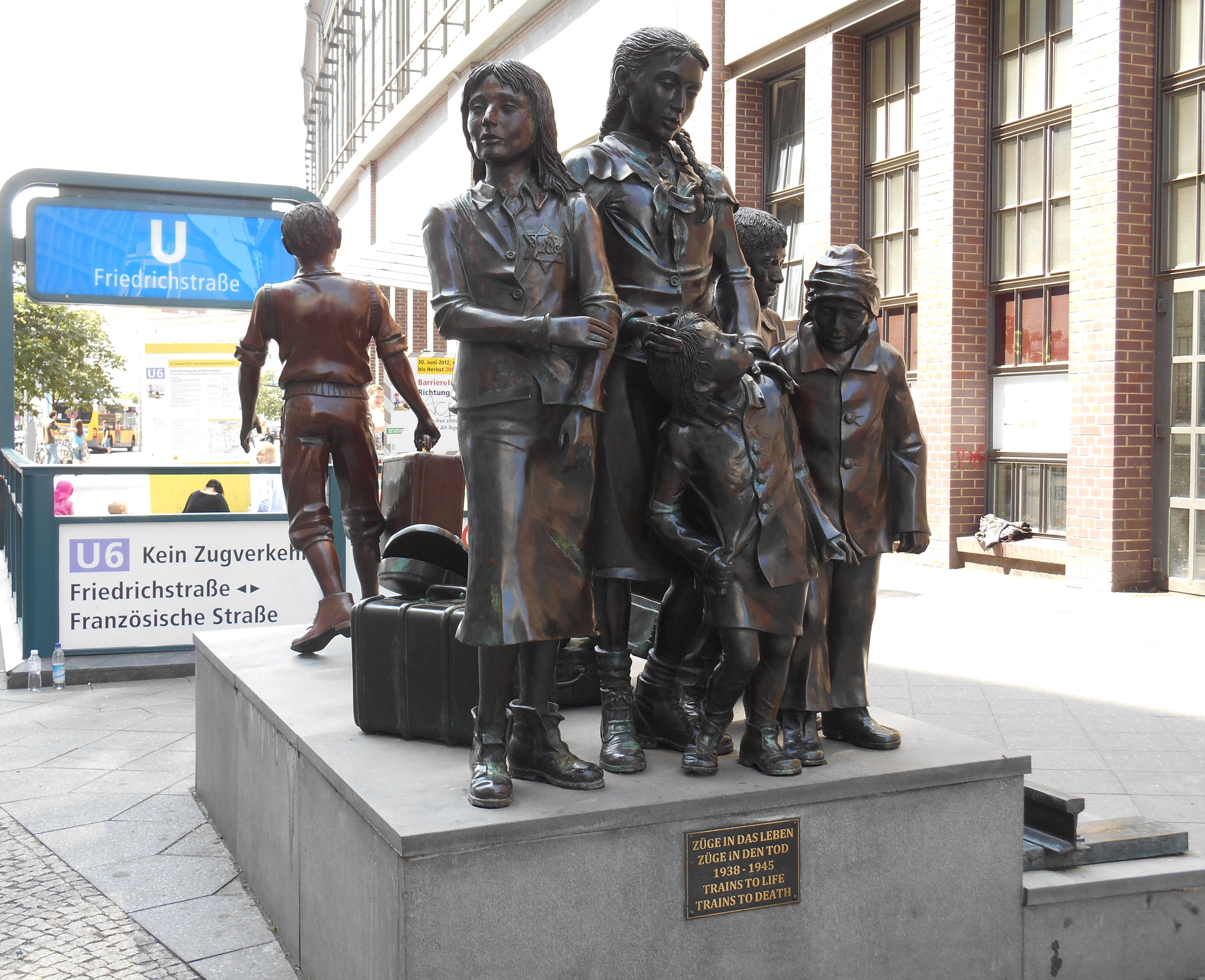
Berlijn
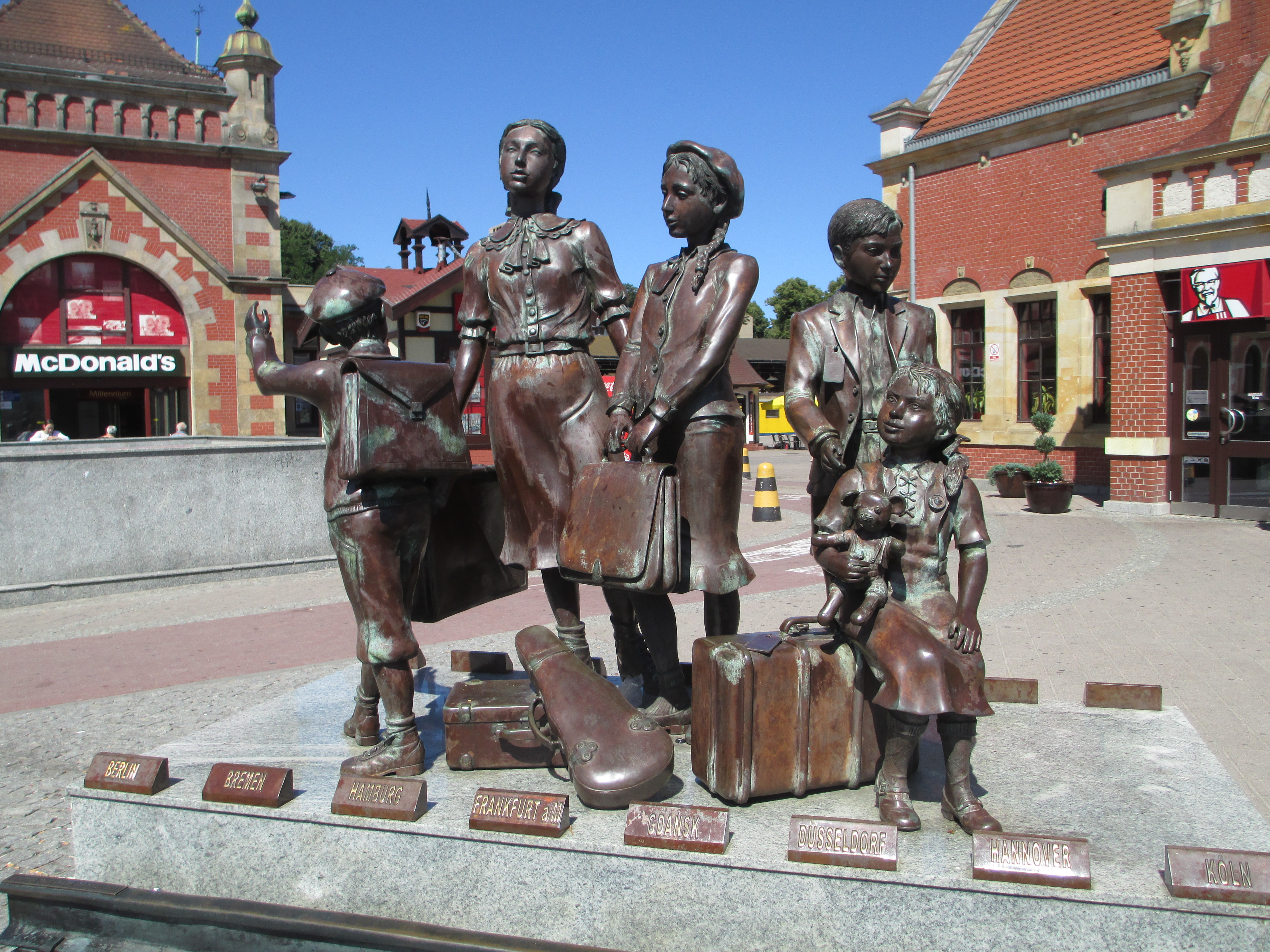
Danzig
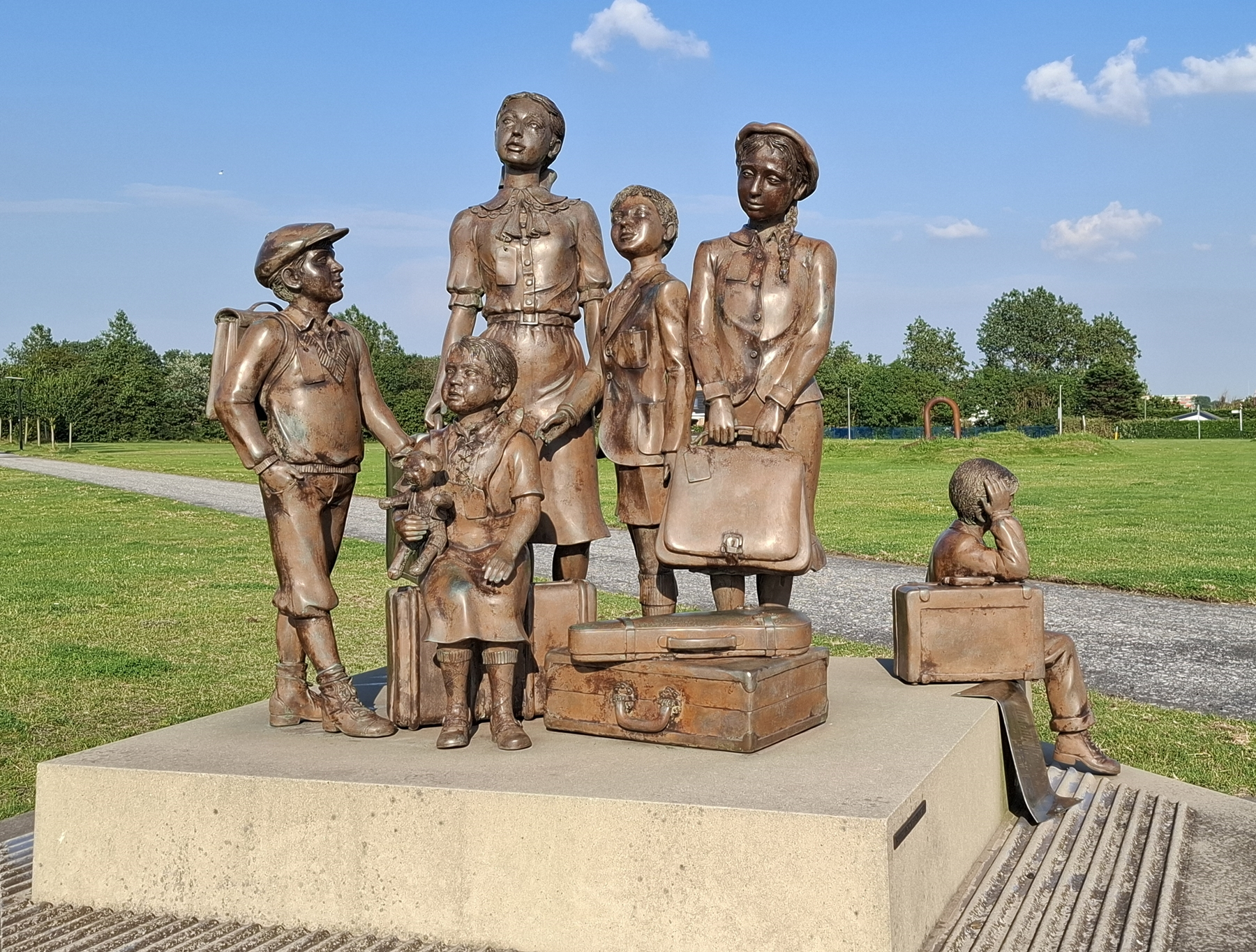
Rotterdam, Hoek van Holland
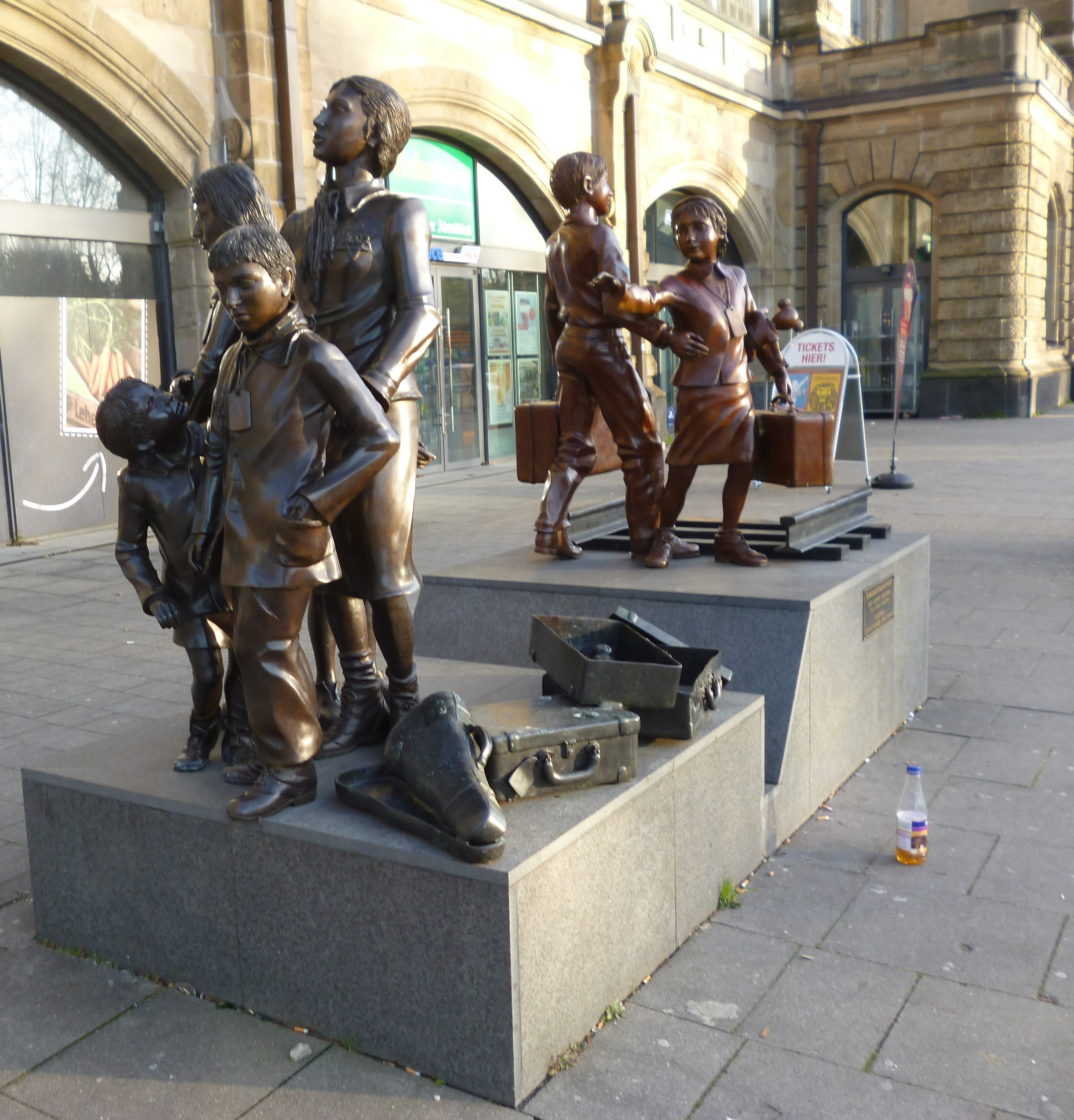
Hamburg

## Onderscheidingen
Vanwege zijn kindertransportsculpturen werd Frank onderscheiden met 'Der Verdienstorden 1. Klasse der Bundesrepublik Deutschland' (2012, de hoogste nationale graad voor een niet-Duits staatsburger) als erkenning voor zijn diensten aan Duits-Joodse en Duits-Israëlische relaties en de ereprijs 'Honorary Freedom of the City of London Award'. Eerder werd hij ook geëerd met 'The Franz Kafka Gold Medal' (1999) en was hij erelid van zowel de Russische als de Oekraïense kunstacademie (2002).

## Architectuur en kunst in het algemeen

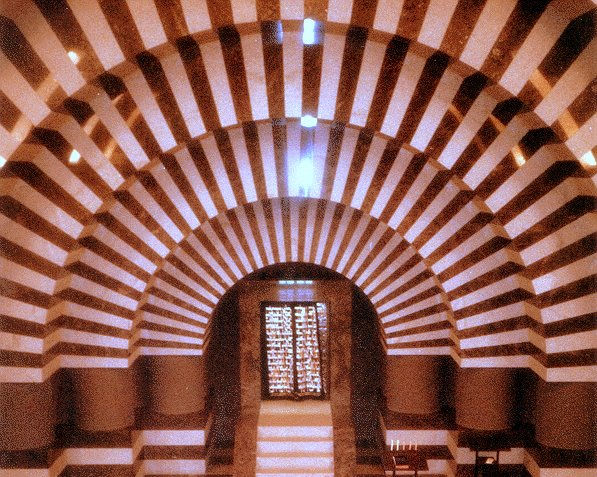
Gebedsruimte en Thora-ark in de Golden Rose Synagogue (Dnipro), 1999

- Israël: Monument voor David Ben-Gurion
- na 1987: Gedenkteken voor de synagoge van Mannheim, een monument gemaakt van stenen van de hoofdsynagoge, opgeblazen in 1938, herdenkt de slachtoffers van de vervolging van het Joodse volk
- 1998: Interieurontwerp van de Moskouse Gedenksynagoge (Московская Мемориальная синагога) in Moskou
- 1999: Foyer, gebedsruimte en Thora-ark in de Gouden Roos-synagoge (Dnipro)
- 2008: Standbeeld van Winston Churchill, Jozef Stalin en Franklin Delano Roosevelt op de Conferentie van Jalta in Sotsji
- 2011, Gedenkteken in Jantarny: handen naar de hemel geheven ter herdenking van het bloedbad in Palmnicken van ongeveer 3000 Joodse vrouwelijke gevangenen van het Stutthof concentratiekamp in januari 1945
- 2009: Het Eeuwige Kiev, Kiev
- Monument voor Christoffel Columbus in Madrid
- Fontein in Jeruzalem